# Пода фон Нойхаус, Николаус
Николаус Пода фон Нойхаус (нем. Nicolaus Poda von Neuhaus; 1723—1798) — немецкий энтомолог и иезуит.

## Биография
Начал учёбу сначала в Академической гимназии, а с 1739 года — в Венском университете. В 1740 году он вступил в «Общество Иисуса». Затем последовала учёба в Леобене (1742), Клагенфурте (с 1743 по 1746), Юденбурге (1747), и изучение математики снова в Вене с 1748 по 1749 годы, а также теологии с 1750 по 1753 годы.
После окончания учёбы в Юденбурге в 1754 году, он учился в Клагенфурте (1755), Линце (1757) и затем в университете иезуитов в Граце (с 1758 по 1765 годы). Там он стал дополнительно смотрителем обсерватории и заложил основу для коллекции естественной истории. С 1766 по 1771 годы он работал профессором математики и физики в Горной академии в Шемнице (ныне Банска-Штьявница, Словакия).
В 1761 году Пода опубликовал в Граце «Insecta Musei Graecensis», первое чисто энтомологическое произведение, которое полностью следовало номенклатуре Карла Линнея (1707—1778).
После роспуска ордена иезуитов он остался в 1773 году в Вене. Начиная с этой даты он ничего больше не опубликовывал под своим именем.
Пода был исповедником императора Священной Римской империи Леопольда II.
Наряду с коллекцией минералов он собрал важную коллекцию насекомых, которая считается пропавшей.

## Сочинения
- Nicolaus Poda:Insecta Musei Graecensis, Graz 1761